# Лос-Риос (провинция)
Лос-Риос (исп. Los Ríos) — провинция Эквадора с населением 778 115 жителей (2010) и площадью 7 175 км². Административный центр — город Бабаойо.

## Административное деление
В административном отношении провинция подразделяется на 13 кантонов:
| №  | Флаг | Кантон                    | Население, чел. (2010) | Административный центр                                      |
| -- | ---- | ------------------------- | ---------------------- | ----------------------------------------------------------- |
| 1  |      | Баба (Baba)               | 39 681                 | Баба (Baba)                                                 |
| 2  |      | Бабаойо (Babahoyo)        | 153 776                | Бабаойо (Babahoyo)                                          |
| 3  |      | Буэна-Фе (Buena Fe)       | 63 148                 | Буэна-Фе (Buena Fe)                                         |
| 4  |      | Мокаче (Mocache)          | 38 392                 | Мокаче (Mocache)                                            |
| 5  |      | Монтальво (Montalvo)      | 24 164                 | Монтальво (Montalvo)                                        |
| 6  |      | Паленке (Palenque)        | 22 320                 | Паленке (Palenque)                                          |
| 7  |      | Пуэбловьехо (Puebloviejo) | 36 477                 | Сан-Франсиско-де-Пуэбловьехо (San Francisco de Puebloviejo) |
| 8  |      | Кеведо (Quevedo)          | 173 575                | Кеведо (Quevedo)                                            |
| 9  |      | Кинсалома (Quinsaloma)    | 16 476                 | Кинсалома (Quinsaloma)                                      |
| 10 |      | Урданета (Urdaneta)       | 29 263                 | Катарама (Catarama)                                         |
| 11 |      | Валенсия (Valencia)       | 42 556                 | Валенсия (Valencia)                                         |
| 12 |      | Вентанас (Ventanas)       | 71 093                 | Вентанас (Ventanas)                                         |
| 13 |      | Винсес (Vinces)           | 71 736                 | Винсес (Vinces)                                             |